# Kortessem
Kortessem (en limburguès Kotsoeve) és un municipi belga de la província de Limburg a la regió de Flandes. És compost pels nuclis de Kortessem, Guigoven, Vliermaal, Vliermaalroot i Wintershoven que abans el 1977 eren municipis independents. És regat pel Mombeek, un petit afluent del Herk.

## Seccions
| #   | Nom                            | Extensió (km²) | Població (01/01/2003) |
| --- | ------------------------------ | -------------- | --------------------- |
| I   | Kortessem                      | 10,83          | 3.307                 |
| II  | Guigoven                       | 3,53           | 1.040                 |
| III | Vliermaal - Centrum - Zammelen | 9,37           | 1.829 1.605 224       |
| IV  | Vliermaalroot                  | 6,34           | 1.360                 |
| V   | Wintershoven                   | 4,08           | 507                   |

Font:Studiecel Demografie Provincie Limburg

## Evolució demogràfica des de 1806
- Fonts:INS, www.limburg.be i municipi de Kortessem
- 1977: Annexió de Guigoven, Vliermaal, Vliermaalroot i Wintershoven